# Teun van Vliet
Teun van Vliet (Vlaardingen, Holanda Meridional, 22 de marzo de 1962) fue un ciclista neerlandés, que fue profesional entre 1984 y 1990. Su mejor temporada fue la de 1987, cuando ganó la Gante-Wevelgem, la Omloop Het Volk y la Vuelta a los Países Bajos. El 1988 vistió el maillot amarillo del Tour de Francia durante tres etapas.

## Palmarés
- 1979
  - Campeón del mundo júnior en Puntuación
- 1984
  - 1.º en el Circuito des Mines
  - Vencedor de una etapa de la Vuelta en Bélgica
  - Vencedor de una etapa de la Vuelta a los Países Bajos
- 1985
  - 1.º en Hansweert
  - Vencedor de una etapa de la Vuelta en Irlanda
- 1986
  - 1.º en Aalsmeer
  - 1.º en el Gran Premio de Isbergues
  - 1.º en Groot-Ammers
  - 1.º en la Liedekerkse Pijl
  - Vencedor de una etapa de la Vuelta en Irlanda
  - Vencedor de una etapa de la Coors Classic
- 1987
  - 1.º en la Vuelta en los Países Bajos y vencedor de una etapa
  - 1.º en la Gante-Wevelgem
  - 1.º en la Omloop Het Volk
  - 1.º en la Profronde van Wateringen
  - 1.º en Bavel
  - 1.º en Sas van Gente
  - Vencedor de una etapa de la Tirreno-Adriático
  - Vencedor de una etapa de la Vuelta en Suiza
  - Vencedor de una etapa de la Challenge Costa Brava
- 1988
  - 1.º en Tiel
  - 1.º en Ulvenhout

### Resultados al Tour de Francia
- 1985. Abandona (16.º etapa)
- 1987. 84.º de la clasificación general
- 1988. Abandona (9.º etapa). Lleva el maillot amarillo durante 3 etapas
- 1989. 124.º de la clasificación general

### Resultados al Giro de Italia
- 1986. 79.º de la clasificación general
- 1988. 57.º de la clasificación general